# Rosemead (Film)
Rosemead ist ein Filmdrama und das Spielfilmdebüt von Eric Lin. Der Kriminalfilm mit Lucy Liu, Lawrence Shou, Orion Lee und Jennifer Lim basiert auf einer wahren Begebenheit und feierte im Juni 2025 beim Tribeca Film Festival seine Premiere.

## Handlung
Die Immigrantin Irene Chao lebt in Rosemead im Osten von Los Angeles im kalifornischen San Gabriel Valley. Ihr Mann Charles ist vor einiger Zeit verstorben, und ihr 17-jähriger Sohn Joe, bei dem Schizophrenie diagnostiziert wurde, ist seitdem nicht mehr derselbe. Zuvor war er ein Starschüler und gefeierter Schwimmer an der Rosemead High School, doch nun hat sich der Teenager zurückgezogen,  zeichnet im Unterricht furcherregende Spinnen und zeigt eine verstörende Fixierung auf Nachrichten über Amokläufe an Schulen. Joe hat wöchentliche Termine bei dem Psychologen Doktor Hsu, doch seine Mutter hält von der Therapie nicht viel, achtet aber darauf, dass er regelmäßig seine Medikamente nimmt. Irene neigt dazu, die Krankheit ihres Sohnes zu verleugnen und hofft, er werde bald wieder der Alte sein. Erst als Joe von der Polizei aufgegriffen wird, weil er verwirrt auf der Straße umherirrte, ändert sie ihre Sichtweise. 
Irene ist selbst unheilbar an Krebs erkrankt und versucht, die Familiendruckerei ohne Charles weiter zu führen. Von dem Gefühl, mit all dem überfordert zu sein, erzählt sie Joe nichts, aus Angst, die Wahrheit könnte wiederum ihn überfordern. Auch ihre Chemotherapie-Sitzungen verheimlicht sie ihm. Am ehrlichsten ist Irene zu ihrer Freundin Helen.

## Produktion

### Filmstab und Besetzung
Der Film basiert auf einer wahren Begebenheit. Die Idee zu Rosemead entstand im Jahr 2017, als Produzent Andrew Corkin und der Schauspieler Theo James, der bei Rosemead als Executive Producer in Erscheinung tritt, einen Artikel in der Los Angeles Times über eine Immigrantin und ihren schizophrenen Sohn lasen, die beide in der kalifornischen Stadt Rosemead lebten. Regie führte Eric Lin. Es handelt sich bei Rosemead nach vier Kurzfilmen um sein Regiedebüt bei einem Spielfilm. Als Kameramann ist Lin für seine Arbeit an Filmen wie The Perfect Find, Herzen schlagen laut und The Sound of Silence bekannt. Das Drehbuch schrieb Marilyn Fu. Der Filmtitel Rosemead bezieht sich auf die gleichnamige kalifornische Stadt,  in der sich die zugrundeliegende Geschichte ereignete und in der Irene Chao und ihr Sohn Joe leben.
Lucy Liu, die chinesische Wurzeln in Taiwan hat, spielt in der Hauptrolle die alleinerziehende Irene Chao. Gemeinsam mit Corkin und Mynette Louie tritt sie auch als Produzentin des Films in Erscheinung. Lawrence Shou spielt ihren 17-jährigen Sohn Joe und Madison Hu ihre Freundin Helen. Orion Lee ist in Rückblenden in der Rolle ihres verstorbenen Ehemannes Charles zu sehen. James Chen spielt Joes Psychotherapeuten Doktor Hsu und Maidson Hu und Anzi DeBenedetto seine Freunde Jeannie und Stan, die ihn ermutigen, seine Gedanken zu teilen. In einer weiteren Rollen ist Jennifer Lim als Kai-Li zu sehen. Das Casting übernahmen Jessica Kelly und Stacey Rice.

### Dreharbeiten und Filmmusik
Ursprünglich hatte Produzentin Mynette Louie Rosemead in Kalifornien  drehen wollen, wo der Film spielt, letztlich entstanden die Aufnahmen aber größtenteils in New York. Regisseur Eric Lin überarbeitete hierfür das Drehbuch und verlegte mehrere Szenen, die draußen spielen, nach drinnen. Aufnahmen entstanden auch in einer virtuellen Soundstage in einem Lagerhaus in Brooklyn. Nach dreieinhalb Wochen Innenaufnahmen in New York verbrachte die Crew vier Tage in Südkalifornien, um Außenaufnahmen zu drehen, die zu diesen Orten passten, unter anderem die Hamilton High School in Los Angeles. Als Kameramann fungierte Lyle Vincent, der in der Vergangenheit für Filme wie Der Killer in mir von Adam Egypt Mortimer, Bad Education und Landscape with Invisible Hand von Cory Finley und den Thriller Carry-On von Jaume Collet-Serra tätig war.
Die Filmmusik komponierte Will Bates. Er war zuletzt für Morgen kommt ein neuer Himmel tätig.

### Veröffentlichung
Die Premiere des Films war am 6. Juni 2025 beim Tribeca Film Festival. Ebenfalls im Juni 2025 wurde er beim Bentonville Film Festival gezeigt. Im August 2025 sind Vorstellungen beim Locarno Film Festival geplant.

## Auszeichnungen
Bentonville Film Festival 2025
- Auszeichnung als Bester Spielfilm im Narrative Competition<
- Auszeichnung mit dem Rising to the Challenge Award (Lucy Liu)[8]

Locarno Film Festival 2025
- Auszeichnung mit dem Publikumspreis[9]

 Tribeca Film Festival 2025
- Nominierung im US Narrative Competition[1]